# 台西一路
台西一路是位于中国山東省青岛市市南区西部（即原台西区南部）的一条道路，以“台西”之名称加序数命名。该道路第一次日占时期（1914年－1922年）称，1923年改称台西一路，沿用至今。
台西一路是青岛老城区的一条近似东西向（总体路网中的性质为南北向）的道路。道路全长330米，车行道最宽处10米，最大坡度7.9%。道路东起磁山路，途经台西纬一路（已注销）、台西纬二路、台西纬三路（已注销）、台西纬四路、台西纬五路，西与贵州路、四川路、团岛一路、团岛四路交汇终止。公共汽车215路、217路、220路在此通过，并在西端设站“团岛”和21路、215路、217路、305路、325路的公交停车场。